# Gressoney-La-Trinité
Gressoney-La-Trinité är en ort och kommun i regionen Aostadalen i nordvästra Italien. Kommunen hade 300 invånare (2017) och har italienska, franska och tyska som officiella språk.